# ترغون
تَرغون  أو اسبانخ زيلنده  بقلة زراعية من فصيلة الغضريات. أوراقها كثيرة العدد كبيرة الحجم تستعمل استعمال الاسبانخ. زراعتها سهلة. تتكاثر بالبذور. تعيش في جميع الأتربة تجود في الحوارة.

## معرِض الصور

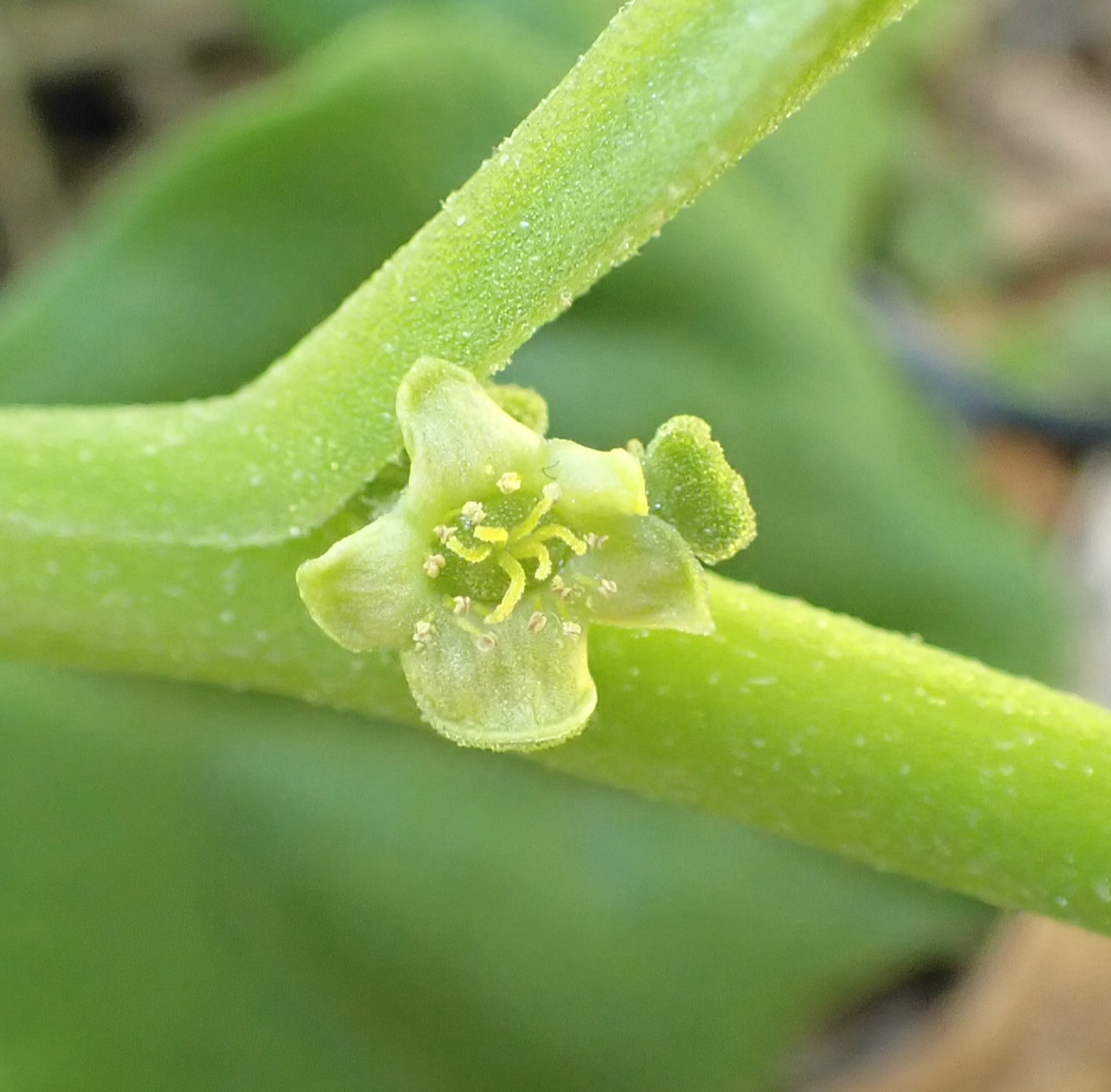
الزهرة
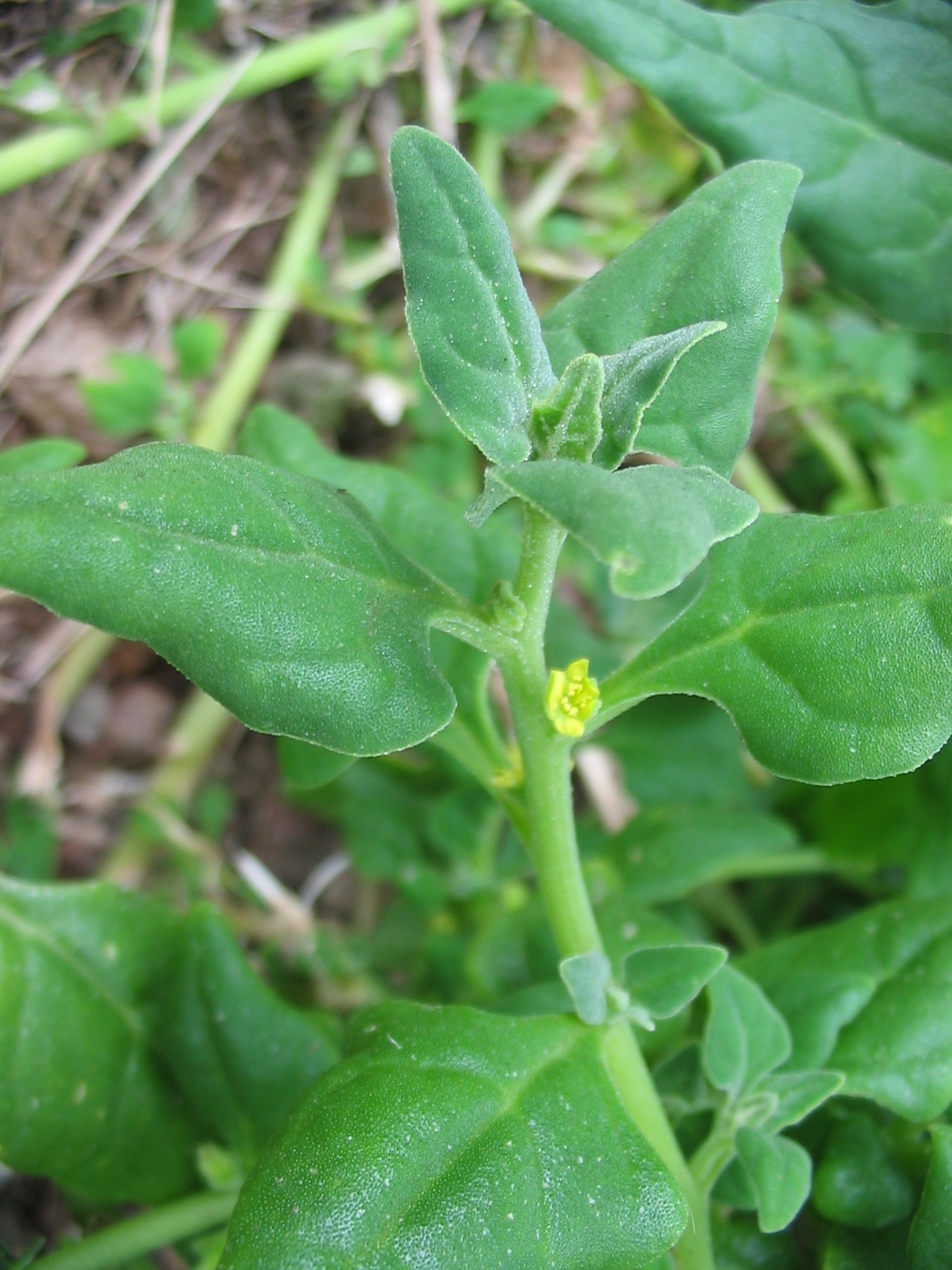
ترغون يتمو منتصباً